# Антипротозойний препарат
Антипротозо́йні за́соби (від анти…, прото… і грец. ξωά — життя) — лікарські засоби, що пригнічують життєдіяльність найпростіших; застосовують у лікуванні протозойних інфекцій.
До антипротозойних засобів належать хіміотерапевтичні препарати різної хімічної будови, призначені для лікування амебіазу, токсоплазмозу, балантидіазу, лямбліозу, трихомонозу, хламідіозу (група АТХ Р01А), протималярійні засоби (група АТХ Р01В), лікарські засоби для лікування лейшманіозів і трипаносомозу (група АТХ Р01C).
Залежно від локалізації збудника, засоби для лікування амебіазу поділяють таким чином:
- амебоциди, ефективні за будь-якої локалізації патологічного процесу (наприклад, метронідазол);
- амебоциди прямої дії, ефективні переважно за локалізації амеб у просвіті кишечника (наприклад, хініофон);
- амебоциди непрямої дії, ефективні при локалізації амеб у просвіті та у стінці кишечника (наприклад, тетрациклін, доксициклін);
- тканеві амебоциди, ефективні переважно за локалізації амеб у печінці (наприклад, хінгамін).

У лікуванні:
- лямбліозу застосовують метронідазол, тинідазол, амінохінол та ін.,
- трихоманозу — метронідазол, тинідазол, нітазол, орнідазол та ін., *
- балантидіазу — антибіотики тетрациклін, доксициклін та ін.,
- токсоплазмозу — піріметамін, кліндаміцин, хлоридин та ін.

Протималярійні препарати представлені похідними хіноліну (хінін, хлорохін, мефлохін, примахін та ін.) та пірімідину (піріметамін). До похідних пірімідину також відносять ко-тримоксазол, що пригнічує дигідрофолатредуктазу малярійного плазмодію.
За тропністю до певних форм розвитку плазмодію в організмі людини виділяють:
- гематошизотропні засоби, які впливають на еритроцитарні шизонти (наприклад, хлорохін);
- гістошизотропні засоби, які впливають на тканеві шизонти (наприклад, хлорідин);
- гамонтотропні засоби, що впливають на статеві форми малярійного плазмодію (наприклад, примахін, хлорідин).

Застосовують індивідуально та в комбінаціях для профілактики та лікування малярії.
Для лікування лейшманіозів використовують препарати п'ятивалентної сурми (солюсурмін та стибоглюконат натрію), метронідазол (зокрема в разі шкірного лейшманіозу).
У лікування південноафриканського трипаносомозу застосовують препарати миш'яку (меларсопрол та ацетарсол), ароматичний діамідинпентамідин та поліаніонну сполуку сурамін, при південноамериканському трипаносомозі (хвороба Шагаса) — протималярійний препарат примахін, антибіотик пуроміцин та ін.